# 佩索特姆鎮區 (伊利諾伊州尚佩恩縣)
佩索特姆鎮區（英語：Pesotum Township）是位於美國伊利諾伊州尚佩恩縣的一個行政鎮區。

## 地方資料
根據2010年美國人口普查的數據，佩索特姆鎮區的面積為90.80平方千米，當中陸地面積為90.70平方千米，而水域面積為0.10平方千米。當地共有人口826人，而人口密度為每平方千米9.1人。